# Istehkam-e-Pakistan Party
Istehkam-e-Pakistan Party est un parti politique pakistanais fondé en octobre 2023 en vue des élections législatives pakistanaises de 2024.

## Résultats électoraux

### Législatives
| Année | Votes   | %    | Députés | Position          |
| ----- | ------- | ---- | ------- | ----------------- |
| 2024  | 648 827 | 1,10 | 4 / 336 | Shehbaz Sharif II |